# Jan Brandys
Jan Brandys (ur. 13 listopada 1886 w Pawłowicach-Dębinie, zm. 27 lutego 1970 w Londynie) – polski ksiądz rzymskokatolicki, powstaniec śląski i działacz plebiscytowy, w 1964 mianowany przez władze emigracyjne dziekanem generalnym.

## Życiorys

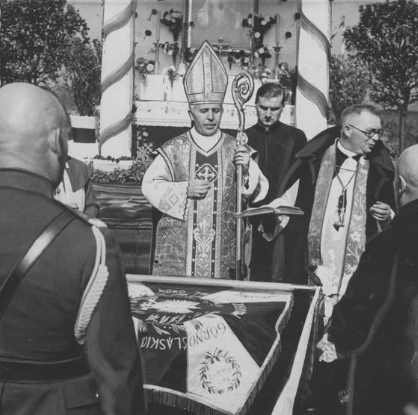
Ks. Brandys z rytuałem w ręku, w czasie ceremonii poświęcenia przez biskupa polowego Józefa Gawlinę sztandaru 75 Pułku Piechoty

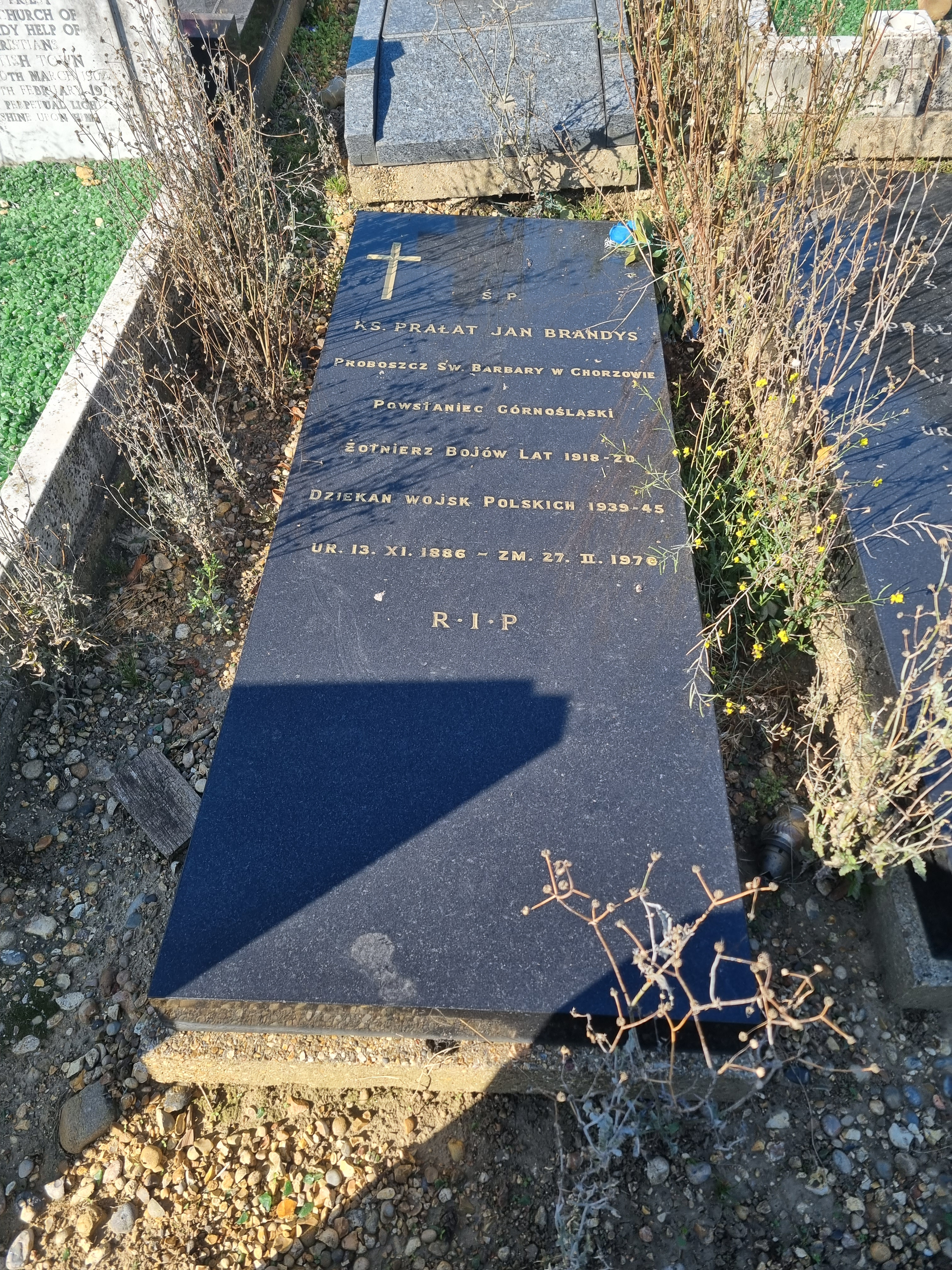
Grób ks. Jana Brandysa

Urodził się w rodzinie rolnika Pawła i Zuzanny z Karetów. Był młodszym bratem ks. senatora Pawła Brandysa, oprócz którego miał jeszcze czwórkę rodzeństwa: Franciszka, Karola, Zuzannę i Julię. Szkołę ludową ukończył w rodzinnej miejscowości. Do gimnazjum uczęszczał w Pszczynie, gdzie w 1908 r. uzyskał maturę. W tym samym roku rozpoczął studia  filozoficzno-teologiczne na Uniwersytecie Wrocławskim. Podczas studiów był członkiem i prezesem Towarzystwa Naukowego Akademików Górnoślązaków, należał do organizacji „Swoi” i tajnego Związku Młodzieży Polskiej „Zet”. 22 czerwca 1912 we Wrocławiu przyjął święcenia kapłańskie. Posługę duszpasterską rozpoczął od parafii św. Katarzyny w Jastrzębiu. Później był wikarym parafii w Bukowicach k. Milicza, a następnie administratorem parafii Wszystkich Świętych w Raszowej, wikarym parafii w Ujeździe, w latach 1915–1917 administratorem parafii Łabędy k. Gliwic, a w latach 1917–1919 wikarym parafii św. Wawrzyńca w Strzelcach Opolskich.
W połowie czerwca 1919 roku wysunięty został na naczelnego kapelana wojsk powstańczych. Wkrótce wyjechał do Ostrowa wielkopolskiego, skąd przydzielono go w charakterze kapelana do 1 pułku Strzelców Bytomskich. Współpracował z Towarzystwem Gimnastycznym „Sokół”. Brał udział w I i III powstaniu śląskim  (w III powstaniu zorganizował samodzielny oddział powstańczy składający się głównie z ochotników zza Odry, tzw. Grupa Dziergowicka ks. Brandysa). Po powstaniach został mianowany komisarzem likwidacyjnym dla wielu powiatów z siedzibą w Rybniku. Uczestniczył także w wojnie polsko-bolszewickiej na froncie litewsko-białoruskim, 2 czerwca 1920 r. w bitwie pod Rybczanami, a także w walkach o oswobodzenie Wilna. Podczas bitwy nad rzeką Mniutą został ranny w nogę. Od listopada 1920 mieszkał, u swojego brata Pawła w parafii św. Anny w Dziergowicach. W 1922 władze wojskowe zaproponowały mu objęcie stanowiska dziekana Okręgu Wojskowego Grodno, którego jednak nie przyjął. 6 grudnia 1923 r. został zdemobilizowany. 8 stycznia 1924 został zatwierdzony w stopniu kapelana rezerwy ze starszeństwem z 1 czerwca 1919 i 76. lokatą w duchowieństwie wojskowym wyznania katolickiego. 
W grudniu 1923 został najpierw administratorem, a potem proboszczem parafii Najświętszego Serca Pana Jezusa w Brzezinach Śląskich. W latach 1933–1939 był proboszczem parafii św. Barbary w Królewskiej Hucie, gdzie rozbudowano m.in. szpital św. Jadwigi. Należał do współorganizatorów Związku Powstańców Śląskich. Od 1937 r. pełnił obowiązki diecezjalnego kapelana Związku Polskich Towarzystw Gimnastycznych „Sokół” na Śląsku. Jego nazwisko znalazło się na liście ściganych przez władze hitlerowskie tzw. Sonderfahndungsbuch Polen przed wybuchem II wojny światowej.
We wrześniu 1939 wyjechał do Francji, gdzie został urzędnikiem polskiej Kurii Polowej i kapelanem Obozu WP w Coëtquidan. Po upadku Francji dostał się do Syrii, został tam do VIII 1941 szefem duszpasterstwa Samodzielnej Brygady Strzelców Karpackich. W latach 1941–1942 w stopniu majora pełnił funkcję szefa duszpasterstwa Wojska Polskiego na Środkowym Wschodzie, a potem szefa Armii Polskiej na Wschodzie oraz III Korpusu Polskiego i jednostek wojskowych na Środkowym Wschodzie. Został awansowany do stopnia podpułkownika, a w 1943 r. – pułkownika. Uczestniczył w walkach na ziemi włoskiej, w tym 15 maja 1944 r. w bitwie o Monte Cassino.
W 1942 roku wydany został Modlitewnik Żołnierski pt. „Panie pozostań z nami : modlitewnik i śpiewnik” / oprac. Polskie Duszpasterstwo Polowe W.P. [Wojska Polskiego] na Środkowym Wschodzie, w którym to, jako Dziekan W.P. napisał przedmowę oraz był jego współtwórcą.
Po zakończeniu II wojny światowej osiadł w Wielkiej Brytanii, gdzie w maju 1947 został proboszczem polskiej parafii na Devonia Road w Londynie. Został powołany do składu emigracyjnej Kapituły Orderu Odrodzenia Polski. 11 listopada 1964 Prezydent RP na Uchodźstwie August Zaleski mianował go dziekanem generalnym, a 4 listopada 1965 r. został mianowany kapelanem papieża Pawła VI (prałatem).
Ostatnie lata życia ks. Brandys spędził w parafii Matki Bożej Częstochowskiej i św. Kazimierza w Londynie. Zmarł w Londynie po ciężkiej chorobie 27 lutego 1970 i tam został pochowany na cmentarzu św. Patryka w Leyton (st. Peter’s Plot, gr. 8).

## Ordery i odznaczenia
- Wielka Wstęga Orderu Odrodzenia Polski (22 czerwca 1962)[8]
- Krzyż Komandorski z Gwiazdą Orderu Odrodzenia Polski (2 maja 1956)[9]
- Krzyż Komandorski Orderu Odrodzenia Polski
- Krzyż Niepodległości (16 marca 1937)[10]
- Krzyż Walecznych (trzykrotnie, po raz drugi 19 sierpnia 1922 „w uznaniu wybitnych zasług położonych dla zespolenia Górnego Śląska z Macierzą"[11])
- Złoty Krzyż Zasługi (dwukrotnie: po raz pierwszy 20 grudnia 1927[12], po raz drugi 11 listopada 1937[13])
- Krzyż Zasługi Wojsk Litwy Środkowej
- Krzyż na Śląskiej Wstędze Waleczności i Zasługi
- Miecze Hallerowskie
- Gwiazda Górnośląska